# Велика Бокша (Хунедоара)
Велика Бокша (рум. Bocșa Mare) насеље је у Румунији у округу Хунедоара у општини Чертежу де Сус. Oпштина се налази на надморској висини од 614 m.

## Становништво
Према подацима из 2002. године у насељу је живело 20 становника, од којих су сви румунске националности.